# Heinrich VI. von Walsee

Stammwappen derer von Walsee

Heinrich VI. von Walsee († 13. September 1398), aus dem Ministerialengeschlecht der Walseer, Gefolgsmann des habsburgischen Herzogs Albrecht III., war von 1374 bis 1379 Hauptmann ob der Enns.

## Leben
Nachdem (Landes-)Hauptmann Graf Ulrich I. von Schaunberg im Jahr 1373 gestorben war, übertrug Herzog Albrecht III. dieses Amt 1374 an Heinrich VI. von Walsee. Heinrich von Schaunberg, ein eifriger Verfechter der Rechte seines Hauses, sah sich dadurch übergangen, und die Beziehungen des Schaunbergers zu den Habsburgern und ihrem Hauptmann ob der Enns waren bald sehr gespannt. Ein weiterer Aspekt war die wachsende Entfremdung zwischen den brüderlichen Herzögen Albrecht und Leopold III. von Habsburg, wobei die Schaunberger bei Herzog Leopold Anlehnung suchten und auch fanden.
Heinrich VI. war stets im Interesse der Habsburger gegen die Schaunberger tätig. Heinrich war auch an den Verhandlungen in Passau am 28. August 1376 beteiligt, durch die sich Herzog Albrecht die Unterstützung des bayrischen Herzogs sicherte. Im Jahr 1379 kamen die Burg Attersee und die Feste Frankenberg an Heinrich VI., der damit auch den Schaunberger Besitz im Attergau bedrohte.
Noch vor Ausbruch der Schaunberger Fehde wurde Heinrich VI. durch seinen Cousin Reinprecht II. von Walsee aus unbekannten Gründen als Landeshauptmann ersetzt. Reinprecht II. kämpfte im Rahmen der Schaunberger Fehde erfolgreich für die Habsburger, sodass die Schaunberger endgültig die Lehenshoheit der Habsburger anerkennen mussten. Heinrich VI. trat nach 1379 aber nicht mehr bedeutend in Erscheinung. Um 1385 war er Hauptmann zu Wiener Neustadt, später Rat der Herzöge Albrecht III., Leopold IV. und Wilhelm.